# Josefina Gomes
Josefina Ndesipewa Gomes é uma política angolana. Filiada ao Movimento Popular de Libertação de Angola (MPLA), é deputada de Angola pelo Círculo Eleitoral Nacional desde 28 de setembro de 2017.
Gomes licenciou-se em Psicologia do Trabalho. Trabalhou na Organização da Mulher Angolana (OMA), chefiando o setor jurídico do Departamento de Solidariedade e Aconselhamento Jurídico do Secretariado da organização. Também integrou a Assembleia Popular Provincial do Cunene.